# Malletiidae
Malletiidae – rodzina małży słonowodnych zaliczanych do rzędu Nuculanoida z podgromady pierwoskrzelnych.
Rodzina ta dzieli się na następujące wymarłe i współcześnie żyjące rodzaje:
- Carinineilo Kuroda & Habe, 1971
- Clencharia A. H. Clarke, 1961
- Katadesmia Dall, 1908
- Malletia Desmoulins, 1832
- Neilo A. Adams, 1854
- Protonucula Cotton, 1930
- Pseudoglomus Dall, 1898
- Spineilo Finlay & Marwick, 1937 †
- Taiwannuculana Okutani & Lan, 1999